# Spoorlijn Ochsenzoll - Ulzburg Süd
De spoorlijn Ochsenzoll - Ulzburg Süd ook wel Alsternordbahn genoemd is een Duitse spoorlijn van de stad Norderstedt en geëxploiteerd door de AKN Eisenbahn (AKN) en als spoorlijn 9122 geregistreerd bij DB Netze.

## Geschiedenis
Het traject werd door de Alsternordbahn (ANB) op 17 mei 1953 geopend. Het was oorspronkelijk als tramlijn gepland. Het nieuwe traject werd de eerste van de Bondsrepubliek Duitsland. In Ochsenzoll bestond een aansluiting met de Metro van Hamburg. Door verlengen van lijn U1 naar Garstedt in 1967 en naar Norderstedt Mitte 1996 werd dit traject ingekort.

## Treindiensten

### AKN
De AKN Eisenbahn (AKN) verzorgt sinds 1953 het personenvervoer op dit traject o.a. met motorrijtuigen.

## Trajecten
| lijn | traject                                                                                                 | station en halte |
| ---- | --- | --- |
|      | (Hamburg Hauptbahnhof −) Hamburg-Eidelstedt - Quickborn - Kaltenkirchen - Neumünster (AKN-Stammstrecke) | (Hamburg Hauptbahnhof - Hamburg Dammtor - Sternschanze - Holstenstraße - Diebsteich - Langenfelde - Stellingen −) Eidelstedt - Eidelstedt Zentrum - Hörgensweg - Schnelsen - Burgwedel - Bönningstedt - Hasloh - Quickborn Süd - Quickborn - Ellerau - Tanneneck - Ulzburg Süd - Henstedt-Ulzburg - Kaltenkirchen Süd - Kaltenkirchen - Holstentherme - dodenhof - Nützen - Lentföhrden - Bad Bramstedt Kurhaus - Bad Bramstedt - Wiemersdorf - Großenaspe - Boostedt (- Neumünster Süd - Neumünster, buiten HVV gebied) |
|      | (Kaltenkirchen −) Ulzburg Süd - Norderstedt (Alsternordbahn)                                            | (Kaltenkirchen - Kaltenkirchen Süd - Henstedt-Ulzburg −) Ulzburg Süd - Meeschensee - Haslohfurth - Quickborner Straße - Friedrichsgabe - Moorbekhalle - Norderstedt Mitte |
|      | Elmshorn - Barmstedt - Henstedt-Ulzburg (westelijk deel voormalig EBOE)                                 | Elmshorn - Langenmoor - Sparrieshoop - Bokholt - Voßloch - Barmstedt Brunnenstraße - Barmstedt - Langeln - Alveslohe - Henstedt-Ulzburg - Ulzburg Süd |

## Aansluitingen

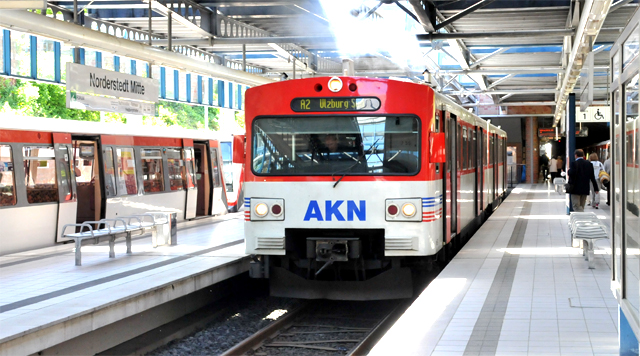
treinstel 59 op 30 april 2011 te Norderstedt Mitte'

In de volgende plaatsen was of is er een aansluiting van de volgende spoorwegmaatschappijen:

### Ochsenzoll
Tot 1967 eindpunt van dit traject.

### Norderstedt Mitte
- U-Bahn, U1 naar Hamburg, Ohlstedt en Großhansdorf

### Ulzburg Süd
- Altona - Neumünster Süd, spoorlijn tussen Hamburg-Altona (tegenwoordig vanaf Eidelstedt) en Neumünster (lijn A1)

### Henstedt-Ulzburg
- Elmshorn - Bad Oldesloe, spoorlijn tussen Elmshorn en Henstedt-Ulzburg (lijn A3)